# Bard (Big Big Train)
Bard is het derde studioalbum van de Engelse progressieve-rockband Big Big Train. Het album werd in 2002 uitgebracht op het platenlabel Treefrog. De band kondigde aan dat Bard wel eens het laatste album zou kunnen zijn, maar bracht twee jaar later toch weer een album uit.

## Aanloop
De band zat in die jaren zonder platencontract en muziek was ook niet meer de voornaamste bezigheid van de bandleden. Het was een soort amateurband geworden. Op eigen kosten nam de band over een periode van meer dan een jaar Bard op en bracht het uit in een beperkte oplage van 1000 stuks op hun eigen platenlabel Treefrog. Wel was Rob Aubrey, muziekproducent, bij de opnamen aanwezig. De band kondigde destijds aan dat Bard wel eens het laatste album zou kunnen zijn, maar pakte de draad na twee jaar (toch) weer op.
De band gaf (ook in 2021) zelf aan dat het bij die eerste persing zou blijven; reden moet gezocht worden in een enorme stap terug in hun muzikale ontwikkeling. Het album is dan ook in 2021 nauwelijks verkrijgbaar, op cd noch op digitale platforms. Even later kondigde Spawton aan, dat er plannen zijn het album om het album in 2022 opnieuw uit te brengen, dit naar aanleiding van verzoeken van fans van een later uur, die dit album moeten missen, aldus Spawton in IO Pages 169 van februari 2021.

## Ontvangst
Joakim Jahlmar van Dutch Progressive Rock Pages constateerde in 2002 wel een vakmanschap richting de muziek van Genesis maar het miste scherpte; de muziek en teksten hadden geen einddoel. Volgens Ron Fuchs (2002) van  ProgNaut klinkt Big Big Train zachter ("mellower") op dit album dan andere bands in het neoproggenre. Hij trok een vergelijking tussen de elkaar ondersteunende zangpartijen van Martin Read en Tony Müller van BBT enerzijds en die van Peter Gabriel en Phil Collins van Genesis anderzijds. Douwe Fledderus (2002) van Progvisions gaf het album een drie op een totaalscore van vijf en merkte op dat als Bard werkelijk het laatste album zou zijn, het een waardige afsluiter is. Hij zei over het album dat "[i]t is just a good album with melodic, mellow prog." Ruud Stoker (2007) van ProgWereld was iets minder positief; volgens hem heeft het album meer weg van symfonische dan progressieve rock. Hij merkte op dat de muziek "scherpe kantjes" mist.

## Musici
- Greg Spawton – gitaren, toetsinstrumenten
- Tony Müller - zang, toetsinstrumenten
- Ian Cooper – toetsinstrumenten
- Andy Poole - basgitaar
- Phil Hogg - drumstel, percussie (drummer uit de jeugdband Equus, samen met Spawton)

met
- Martin Read - zang
- Jo Michaels – zang
- Rob Aubrey - windgongen

## Muziek
| Nr. | Titel                                                       | Duur  |
| --- | ----------------------------------------------------------- | ----- |
| 1.  | The Last English King (Spawton)                             | 5:50  |
| 2.  | Broken English (Spawton, Poole, Hogg)                       | 14:09 |
| 3.  | This is Where We Came In (Spawton)                          | 5:22  |
| 4.  | Harold Rex Interfectus Est (Spawton)                        | 1:02  |
| 5.  | Blacksmithing (Spawton)                                     | 3:03  |
| 6.  | Malfosse (Spawton)                                          | 0:53  |
| 7.  | Love is Her Thing (Spawton)                                 | 3:50  |
| 8.  | How the Earth From This Place Has Power Over Fire (Spawton) | 1:53  |
| 9.  | A Short Visit to Earth (Spawton)                            | 6:18  |
| 10. | For Winter (Spawton, Poole)                                 | 16:47 |
| 11. | A Long Finish (Spawton)                                     | 8:20  |